# انجیرک ۲ (ایرندگان)
انجیرک ۲ یک روستا در ایران است که در بخش ایرندگان شهرستان خاش در استان سیستان و بلوچستان واقع شده‌است. انجیرک ۲ ۶۳ نفر جمعیت دارد.

## جمعیت
این روستا در دهستان کهنوک قرار دارد و براساس سرشماری مرکز آمار ایران در سال ۱۳۸۵، جمعیت آن ۶۳ نفر (۱۲ خانوار) بوده‌است.